# نهر مامي جونسون
مامي جونسون (بالإنجليزية: Mammy Johnsons River)‏ هو نهر يوجد بولاية نيوساوث ويلز، أستراليا.